# Weżdi Raszidow
Weżdi Letif Raszidow, bułg. Вежди Летиф Рашидов (ur. 14 grudnia 1951 w Dimitrowgradzie) – bułgarski rzeźbiarz, pedagog oraz polityk tureckiego pochodzenia, w latach 2009–2013 i 2014–2017 minister kultury w pierwszym i drugim rządzie Bojka Borisowa, deputowany do Zgromadzenia Narodowego, od 2022 do 2023 jego przewodniczący.

## Życiorys
Jest absolwentem Akademii Sztuk Pięknych w Sofii. Od 1981 prezentuje swoje rzeźby na wystawach poza granicami Bułgarii. W 1984 wziął udział w wystawie Art Basel, a w 1993 nawiązał regularną współpracę z galerią Jeana-Paula Villena z Paryża. Swoje prace wystawiał m.in. w Turcji, Korei Południowej, Japonii, a także w Museum Ludwig w Kolonii i Muzeum Puszkina w Moskwie. Przez wiele lat mieszkał i tworzył w Berlinie.
Zaangażował się w działalność ruchu społecznego Obywatele na rzecz Europejskiego Rozwoju Bułgarii (GERB), następnie przekształconego w partię polityczną. Z listy tego ugrupowania wystartował w wyborach parlamentarnych w 2009, uzyskując mandat posła do Zgromadzenia Narodowego 41. kadencji. Wkrótce po wyborach Bojko Borisow zapowiedział jego nominację na urząd ministra kultury. Urząd ten Weżdi Raszidow sprawował od 27 lipca 2009 do 13 marca 2013.
W wyborach w 2013, 2014, 2017 i kwietniu 2021 z powodzeniem ubiegał się o poselską reelekcję na 42., 43., 44. oraz 45. kadencję. 7 listopada 2014 powrócił na stanowisko ministra kultury w drugim gabinecie Bojka Borisowa. Zajmował je do stycznia 2017.
Wystartował ponownie w wyborach w październiku 2022, uzyskując mandat deputowanego 48. kadencji. 21 października 2022 w trzecim dniu obrad parlamentu został wybrany na przewodniczącego Zgromadzenia Narodowego. Funkcję tę pełnił do lutego 2023, kiedy to Zgromadzenie Narodowe zostało rozwiązane przez prezydenta. W kwietniu tegoż roku ponownie wybrany na deputowanego.